# NGC 4692
NGC 4692 este o galaxie eliptică situată în constelația Părul Berenicei. A fost descoperită în 11 aprilie 1785 de către William Herschel. Se află la o distanță de 95,94 de megaparseci de Pământ.